# Musigrains
Les Musigrains est le nom d’usage d’une association parisienne de concerts-conférences pédagogiques, créée en juillet 1939 et ayant effectivement fonctionné entre février 1941 et mai 1986. Ce nom est en fait celui du cycle de concerts pour les scolaires fondé en 1945. L’association s’appelait précisément Évolution Musicale de la Jeunesse (EMJ), nom également porté par le cycle supérieur, tandis qu’un cycle préparatoire destiné aux plus jeunes a été créé en 1965.
Hébergés dans les premières et les dernières années dans la vieille Salle du Conservatoire, les salles Pleyel et Gaveau, la Mutualité et le Théâtre du Châtelet, les Musigrains ont surtout été associés au Théâtre des Champs-Élysées de 1949 à 1978.
Ils ont été fondés par Germaine Arbeau-Bonnefoy (1893-1986), professeur de piano aux talents certains de conteuse et disposant d’un vaste réseau de contacts dans le monde musical parisien. Ils englobaient des exercices de reconnaissance de timbre d’instruments jouant en coulisse et l’exécution de courtes œuvres contemporaines. Les concerts de fin d’année et quelques autres étaient consacrés à la danse.

## L’équipe des Musigrains
L’orchestre (celui de la Société des concerts du Conservatoire puis des Concerts Lamoureux) était dirigé par Robert Blot, chef d'orchestre à l’Opéra de Paris, remplacé en cas de déplacement par Witold Dobrzynski puis, après son décès en 1983, par Michel Capelier. La régie était effectuée par Geneviève Zadoc-Kahn, professeur de piano et de musique.
Mme Arbeau-Bonnefoy a été secondée ou, à partir de 1977, remplacée dans la présentation des concerts par les pianistes et professeurs Rémy Stricker, Jean-Pierre Armengaud (également musicologues et auteurs) et Michel Capelier (également chef d'orchestre et compositeur).
La comédienne Akakia-Viala, nièce d’Édouard Autant et Louise Lara, a joué un rôle important dans la création de masques, costumes et diapositives et dans la rédaction et l’illustration des journaux qui accompagnaient et développaient la thématique des concerts.

## Artistes invités
Des centaines d’artistes de qualité, débutants ou confirmés, se sont produits sur la scène des Musigrains. On peut citer parmi eux (certains peuvent se retrouver dans plusieurs catégories et aussi parmi les compositeurs contemporains joués) :

### Instrumentistes
Frédéric Aguessy, Djalal Akhbari, Maurice Allard, Rafael Andia, Maurice André, Annie d'Arco, Jean-Pierre Armengaud, Dalton Baldwin, Nathalie Béra-Tagrine, Pierre-Alain Biget, Frédéric Borsarello, Maurice Bourgue, Marie-Françoise Bucquet, Jacques Castérède, Francis Chapelet, Roland Charmy, Léo Chauliac, Pierre Cochereau, Catherine Collard, Serge Collot, Antoine Curé, Jeanne-Marie Darré, Daniel Deffayet, Léonce de Saint-Martin, Françoise Deslogères, Françoise Doreau, Huguette Dreyfus, Augustin Dumay, Maurice Duruflé, Devy Erlih, Jean-Pierre Eustache, Simone Féjard, Reine Flachot, Renaud Fontanarosa, Bertile Fournier, Xavier Gagnepain, Alexis Galpérine, Bob Garcia, Sylvie Gazeau, Martine Géliot, Vincent Gemignani, Lélia Gousseau, Sylvio Gualda, Jean-Louis Haguenauer, Claude Helffer, Yves Henry, Jacques Herbillon, Ramon de Herrera, Daria Hovora, Christian Ivaldi, Gérard Jarry, Geneviève Joy-Dutilleux, Claude Kahn, Alain Kremski, Gisèle Kuhn, Marc Laforet, Christian Lardé, Lily Laskine, Yvonne Lefébure, Al Lirvat, Frédéric Lodéon, Alfred Loewenguth, Jeanne Loriod, Yvonne Loriod-Messiaen, Miłosz Magin, Pierrette Mari, Ginette Martenot, Germaine Mounier, Marcel Mule, Émile Naoumoff, Marielle Nordmann, Bruno Pasquier, Étienne Péclard, Jean-Claude Pennetier, Pierre Pierlot, Georges Pludermacher, Alberto Ponce, Joël Pontet, Henriette Puig-Roget, Michel Quéval, Janine Reiss, Guy Robert, Jacqueline Robin, Hubert Rostaing, Christophe Rousset, Jean-Pierre Sabouret, Pierre Sancan, Maxim Saury, Emmanuel Soudieux, Gabriel Tacchino, Alexandre Tharaud, Françoise Thinat, Jacques Vandeville, Aimée van de Wiele, Jean-Pierre Wallez

### Ensembles instrumentaux
Concerts Colonne, Groupe des Instruments anciens de Paris, Hot Club de France, Orchestre de Paris, Orchestre philharmonique de l'ORTF, Orchestre Pasdeloup, Orchestres de Jeunes Alfred Loewenguth (OJAL), Quatuor Bernède, Quatuor Loewenguth, Quintette à vent de Paris, Trio Deslogères

### Chefs d’orchestre
André Amellér, Jean-Claude Casadesus, Michel Capelier, Jacques Chailley, Marcel Couraud, Witold Dobrzynski, Désiré Dondeyne, Zaki Khraïef, Paul Kuentz, Jean-Marc Labylle, Robert Mavounzy, Manuel Rosenthal

### Chanteurs, cantatrices et ensembles vocaux
Chorale des Petits chanteurs de Chaillot, Chorale des Petits chanteurs de Vincennes, Chorale du Lycée de Sèvres, Chorale Patrice Holiner, Denise Duval, Christiane Eda-Pierre, Ensemble vocal des professeurs d’éducation musicale de l’Académie de Paris, Henri Etcheverry, Gordon Heath (en), Jacques Hivert, Camille Maurane, Mady Mesplé, Armand Mestral, Solange Michel, Moune de Rivel, Noémie Pérugia, Michel Roux, Gérard Souzay, Rita Streich, Louisa Tounsia

### Comédiens et comédiennes
Akakia-Viala, Jean-Claude Balard, Nicolas Bataille, Pierre Bertin, Gilles David, Alain Janey, Claude Nollier, Anne-Caroline d'Arnaudy

### Danseurs, danseuses,chorégrapheset ensembles de danse
Les directrices de ballet Janine Solane et Vala Bovie et leurs élèves se sont produits sur la scène des Musigrains dans les années 1940 et au début des années 1950. Par la suite, la directrice de ballet Irina Grjebina, d’origine russe, et ses élèves se sont produits régulièrement, de même que le corps de ballet de l’Opéra de Paris, dirigé par Léone Mail. D’autres ensembles de danse et des chorégraphes ont également été invités. Parmi ces danseurs et danseuses figurent :
Josette Amiel, Patrice Bart, Compagnie de danse populaire française, Liane Daydé et le Grand Ballet classique de France, Michaël Denard, Paulette Dynalix, Jean-Pierre Franchetti, Aleth Francillon, Peter Goss, Paul, Yvonne et Jennifer Goubé, Attilio Labis, Catherine Laupa, Serge Lifar, Gilbert Mayer, Claire Motte, Philippe Oyhamburu, Serge Perrault, Petite Compagnie du Grand Siècle, Georges Piletta, Noëlla Pontois, Thierry Redler, Dany Robin, Bernard Rousselle, Claudette Scouarnec, Jean-Pierre Toma, Françoise Vaussenat, Christiane Vlassi, Francesca Zumbo

### Mimes
Pierre Byland, Anne Ker, et des élèves de l’École du mimodrame Marcel-Marceau

### Animateurs, conférenciers et directeurs artistiques
Jean-Pierre Armengaud, François-Régis Bastide, André Boucourechliev, Joseph Canteloube, Michel Capelier, Maurice Fleuret, Maria Meriko, Rémy Stricker

## Compositeurs contemporains joués
On peut citer parmi eux (certains peuvent se retrouver parmi les artistes invités) :
Jehan Alain, René Alix, André Amellér, Gilbert Amy, Pierre Arbeau-Barreau, Claude Arrieu, Louis Aubert, Tony Aubin, Georges Auric, Henry Barraud, Béla Bartók, Sidney Bechet, Alban Berg, Luciano Berio, Leonard Bernstein, Louis Beydts, Marcel Bitsch, Robert Blot, Jacques Bondon, André Boucourechliev, Pierre Boulez, Benjamin Britten, Henri Büsser, Pierre Capdevielle, Michel Capelier, André Caplet, Jacques Castérède, Bernard Cavanna, Jacques Chailley, Jacques Charpentier, Charles Chaynes, Dmitri Chostakovitch, Adrienne Clostre, Marius Constant, Arnold Cooke, Jean-Michel Damase, Daniel-Lesur, Michel Decoust, Marcel Delannoy, Claude Delvincourt, Yvonne Desportes, Désiré Dondeyne, Pierre-Max Dubois, Paul Dukas, Maurice Duruflé, Henri Dutilleux, Maurice Emmanuel, Georges Favre, Graciane Finzi, Louis Fourestier, Jean Françaix, Maurice Franck, Pierre Gabaye, Raymond Gallois-Montbrun, Bob Garcia, Vincent Gemignani, Henryk Górecki, Ida Gotkovsky, Alexandre Gretchaninov, Reynaldo Hahn, Paul Hindemith, Jean-Paul Holstein, Arthur Honegger, Jean Hubeau, Georges Hugon, Jacques Ibert, Vincent d'Indy, Désiré-Émile Inghelbrecht, Betsy Jolas, André Jolivet, Joonas Kokkonen, Alain Kremski, Serge Lancen, Marcel Landowski, Paul Le Flem, Raymond Loucheur, Alain Louvier, Gian Francesco Malipiero, Pierrette Mari, Jean-Louis Martinet, Jean Martinon, Paule Maurice, Olivier Messiaen, Georges Migot, Darius Milhaud, Francis Miroglio, Émile Naoumoff, Serge Nigg, Maurice Ohana, Pierre Petit, Michel Philippot, Gabriel Pierné, Robert Planel, Francis Poulenc, Jacques de La Presle, Serge Prokofiev, Henriette Puig-Roget, Henri Rabaud, Einojuhani Rautavaara, Maurice Ravel, Jean Rivier, Jean Roger-Ducasse, Roland-Manuel, Guy Ropartz, Albert Roussel, Louis Saguer, Gustave Samazeuilh, Pierre Sancan, Henri Sauguet, Florent Schmitt, Karlheinz Stockhausen, Igor Stravinsky, Alexandre Tansman, Maurice Thiriet, Antoine Tisné, Henri Tomasi, Joaquín Turina, Henri Verdun, Anton Webern, Iannis Xenakis, Maurice Yvain, Michel Zbar.